# Nigma flavescens
Nigma flavescens är en spindelart som först beskrevs av Charles Athanase Walckenaer 1830.  Nigma flavescens ingår i släktet Nigma och familjen kardarspindlar. Inga underarter finns listade i Catalogue of Life.